# Agnieszka Pachałko
Agnieszka Pachałko là Hoa hậu Quốc tế năm 1993, khi cuộc thi được tổ chức tại Tokyo, Nhật Bản .
Cô là người Ba Lan thứ 2 đăng quang ở cuộc thi nói trên. Chỉ trước đó 2 năm, Agnieszka Kotlarska là người Ba Lan đầu tiên có vinh dự này. 
Agnieszka được sinh ra ở thành phố Inowrocław.